# جمال شاندلير
جمال شاندلير (بالإنجليزية: Jamal Chandler)‏ (20 سبتمبر 1984 بباربادوس - ) هو لاعب كرة قدم باربادوسي في مركز الوسط. شارك مع منتخب باربادوس لكرة القدم. أما مع النوادي، فقد لعب مع Barbados Defence Force Sports Program ‏ وParadise FC (Barbados) ‏.

## وصلات خارجية
- جمال شاندلير على موقع قاعدة بيانات كرة القدم.إي يو (الإنجليزية)
- جمال شاندلير على موقع ناشيونال فوتبول تيمز (الإنجليزية)